# 関田繁里
関田 繁里（せきた しげさと、旧姓：井上（いのうえ）、1888年 （明治21年）9月28日 - 1937年（昭和12年）5月18日）は、日本の海軍軍人。最終階級は海軍大佐。位階は正五位。勲等は勲三等。

## 経歴
1888年9月28日、高知県長岡郡稲生村において井上虎吉と益の三男として生まれる。高知県立中学海南学校を経て、1910年7月、海軍兵学校（38期）を卒業。卒業時の席次は149名中78番。少尉候補生として練習艦隊の浅間乗組、香取乗組を経て、1911年12月、海軍少尉に任官。1913年11月、海軍中尉に任官。1914年5月、海軍砲術学校普通科を卒業、同年12月、海軍水雷学校普通科を卒業。曙乗組、鞍馬乗組、扶桑乗組、扶桑分隊長心得を経て、1917年12月、海軍大尉に任官。1918年4月、海軍大学校乙種学生の教程を卒業、同年12月、海軍砲術学校高等科を卒業。榛名乗組、檜乗組を経て、扶桑副砲長兼分隊長、鹿島副砲長兼分隊長、海軍砲術学校教官兼副官を歴任。鹿島乗組時代、皇太子裕仁親王の欧州訪問に供奉。1921年9月、母方の叔父である関田柳馬の娘豊榮の婿養子となり、井上から関田に改姓。
1923年8月、海軍大学校を受験。同年9月1日、横須賀にて関東大震災に遭う。これを機に玉川奥澤村（現在の東京都世田谷区奥沢）に移住。同年12月、海軍少佐に任官。同月、海軍大学校に入学。1924年から、大正十三年海軍大演習審判官、第五戦隊司令部、由良乗組、大正十四年海軍小演習審判官を経て、1925年11月、海軍大学校（甲種23期）を卒業。同年12月、保津艦長に就任、第一遣外艦隊所属となる。1927年5月、第一遣外艦隊司令部、同年6月、第一遣外艦隊参謀。同年10月、海軍軍令部出仕兼海軍省軍務局第一課勤務。同年12月、大礼使典儀部勤務。1928年から、大礼に関する海軍事務委員、海軍省軍務局局員第一課勤務兼海軍艦政本部技術会議議員、靖国神社祭典掛、恩賜研学資金賞者選考委員、特命検閲使、大礼特別観艦式事務委員を歴任、大礼御幸供奉や昭和天皇即位大典の参列なども務め、同年12月、海軍中佐に任官。1929年から、昭和四年四月靖国神社臨時大祭委員、大礼記録編纂委員会委員、昭和五年大演習観艦式事務委員などを歴任。1930年、ロンドン海軍軍縮条約の締結に関与。その後、海軍軍令部出仕を経て、1931年の3月から10月まで欧米各国へ出張。同年12月、伊勢副長に就任。1932年11月、佐世保軍需部第一課長兼部員。同年12月、海軍大佐に任官。
1935年1月、九州航空隊（仮称）設立準備委員。同年8月、上海へ出張。同年10月、海軍軍令部出仕兼海軍省出仕、海軍軍事普及部幹事兼委員、鹿屋航空隊（仮称）設立準備委員。1936年2月26日、いわゆる二・二六事件が発生すると、総理官邸への弔問のほか海軍武官として事件の対応に追われる。同年7月、情報委員会幹事。1937年2月、二千六百年委員会委員。同年5月18日、東京府東京市世田谷区の自宅で亡くなる。享年48。

## 年譜
- 1888年
  - 9月28日：生誕。
- 1906年：高知県立中学海南学校を卒業。
- 1907年
  - 9月21日：海軍兵学校に入学。
- 1910年
  - 7月
    - 18日：海軍兵学校を卒業。
    - 同日：海軍少尉候補生。
    - 同日：浅間乗組。
    - 23日：鹿児島を出発して清国へ回航。

  - 8月19日：竹敷着。
  - 10月16日：横須賀を出発して中米へ廻航。
- 1911年
  - 3月
    - 6日：横須賀着。
    - 11日：香取乗組。

  - 12月1日：海軍少尉。
- 1912年
  - 1月24日：仁川を出発して北清へ回航。
  - 2月8日：佐世保着。
- 1913年
  - 12月
    - 1日：海軍中尉。
    - 同日：海軍砲術学校普通科に入学。
- 1914年
  - 5月27日：海軍砲術学校普通科を卒業し海軍水雷学校普通科に入学。
  - 12月
    - 1日：海軍水雷学校普通科を卒業。
    - 同日：曙乗組。
- 1915年
  - 12月13日：鞍馬乗組。
- 1916年
  - 12月1日：扶桑乗組。
- 1917年
  - 4月
    - 9日：佐世保を出発して支那へ回航。
    - 24日：呉着。

  - 10月10日：扶桑分隊長心得。
  - 12月
    - 1日：海軍大尉。
    - 同日：海軍大学校乙種学生。
- 1918年
  - 4月
    - 15日：海軍大学校乙種学生の教程を卒業。
    - 同日：海軍砲術学校高等科に入学。

  - 12月
    - 1日：海軍砲術学校高等科を卒業。
    - 同日：榛名乗組。
- 1919年
  - 3月25日：志布志を出発して北支那沿岸へ回航。
  - 4月9日：佐世保着。
  - 6月28日：従軍年終期。
  - 11月1日：、檜乗組。
- 1920年
  - 8月29日：館山を出発して露領沿岸へ回航。
  - 9月7日：小樽着。
  - 12月1日：扶桑副砲長兼分隊長。
- 1921年
  - 1月20日：鹿島副砲長兼分隊長。
  - 3月6日：中城湾を出港して皇太子裕仁親王の欧州訪問に供奉。
  - 9月2日：館山着。
  - 12月1日：海軍砲術学校教官兼副官。
- 1923年
  - 12月
    - 1日：海軍少佐。
    - 同日：海軍大学校甲種学生。
- 1924年
  - 9月1日：大正十三年海軍大演習審判官。
- 1925年
  - 3月
    - 17日：第五戦隊司令部。
    - 24日：由良乗組。

  - 9月10日：大正十四年海軍小演習審判官。
  - 11月25日：海軍大学校甲種学生の教程を卒業。
  - 12月1日：保津艦長。
- 1927年
  - 5月1日：第一遣外艦隊司令部。
  - 6月10日：第一遣外艦隊参謀。
  - 10月
    - 1日：海軍軍令部出仕兼海軍省出仕。
    - 同日：海軍省軍務局第一課勤務。

  - 12月
    - 30日：大礼使事務官。
    - 同日：典儀部勤務。
- 1928年
  - 2月
    - 9日：大礼に関する海軍事務委員。
    - 15日：海軍省軍務局局員第一課勤務兼海軍艦政本部技術会議議員。
    - 16日：靖国神社祭典掛。
    - 同日：恩賜研学資金賞者選考委員。

  - 3月3日：特命検閲使。
  - 7月17日：特命検閲使。
  - 8月15日：大礼特別観艦式事務委員。
  - 9月6日：京都府下へ出張。
  - 10月
    - 12日：京都府下へ出張。
    - 29日：大礼行幸供奉。

  - 12月10日：海軍中佐。
- 1929年
  - 2月27日：特命検閲使。
  - 4月10日：昭和四年四月靖国神社臨時大祭委員。
  - 6月1日：大礼記録編纂委員会委員。
- 1930年
  - 5月29日：昭和五年大演習観艦式事務委員。
  - 6月20日：特命検閲使。
  - 12月20日：海軍軍令部出仕。
- 1931年
  - 2月10日：欧米各国へ出張を命じられる。
  - 3月12日：諏訪丸で神戸を出発。
  - 10月29日：帰着。
  - 12月1日：伊勢副長。
- 1932年
  - 11月15日：佐世保軍需部第一課長兼部員。
  - 12月1日：海軍大佐。
- 1935年
  - 1月10日：九州航空隊（仮称）設立準備委員。
  - 8月30日：上海へ出張。
  - 10月
    - 10日：海軍軍令部出仕兼海軍省出仕。
    - 12日：海軍軍事普及部幹事。
    - 同日：海軍軍事普及部委員。
    - 24日：鹿屋航空隊設立準備委員。
- 1936年
  - 7月1日：情報委員会幹事。
- 1937年
  - 2月13日：二千六百年委員会委員。
  - 5月18日：死去。

## 栄典
- 1912年
  - 2月10日：正八位に叙される。
- 1914年
  - 1月30日：従七位に叙される。
- 1915年
  - 11月7日：大正三四年戦役の功により勲六等瑞宝章、大正三四年従軍記章、金250円を授与される。
  - 11月10日：大礼記念章を授与される。
- 1916年
  - 1月1日：一級俸を授与される。
- 1918年
  - 1月30日：正七位に叙される。。
- 1919年
  - 12月1日：二級俸を授与される。
- 1920年
  - 10月25日：勲五等瑞宝章を授与される。
  - 11月1日：大正四年乃至九年戦役の功により勲四等瑞宝章、大正三年乃至九年戦役従軍記章、金500円を授与される。
- 1921年
  - 12月1日：一級俸を授与される。
- 1923年
  - 3月30日：従六位に叙される。
- 1926年
  - 6月19日：天皇陛下状況実視のため侍従武官御差遣酒肴料金1円を授与される。
- 1928年
  - 5月15日：正六位に叙される。
  - 11月10日：大礼記念章を授与される。
  - 12月28日：勲四等旭日小綬章を授与される。
- 1929年
  - 1月30日：勲三等瑞宝章を授与される。
  - 9月5日：昭和二三年支那騒乱事件及び昭和三年支那事変における功により金260円を授与される。
- 1932年
  - 12月28日：従五位に叙される。
- 1934年
  - 4月29日：昭和六年乃至九年事変における功により昭和六年乃至九年事変従軍記章、金450円を授与される。
- 1937年
  - 5月18日：正五位に叙され、勲三等旭日中綬章、金4496円、情報委員会の手当金100円を授与される。

## 親族

### 生家
- 父：井上虎吉
- 母：益
- 兄：井上鉄治 - 海軍少佐。
- 甥：井上速雄 - 海軍大尉。レイテ沖海戦で戦死。
- 甥：竹村和夫 - 日本共産党高知県地方委員。妻は幸徳秋水の姪孫。

### 養家
- 養父：関田柳馬
- 養母：冨士
- 養叔父：土居純橘 - 民権運動家・社会活動家。

### 妻子
- 妻：豊榮 - 関田柳馬・冨士の長女。
- 長男：関田英里 - 元高知大学学長。高知市立自由民権記念館初代館長。
- 二男：関田典里 - 元三菱倉庫取締役。